# D'Improviso
D'Improviso foi uma série de humor transmitida pela SIC, desde 19 de novembro de 2017 até 4 de março de 2018, apresentado por César Mourão.

## Audiências

#### 1.ª Temporada
| Data de Transmissão    | Rating | Share | Ref.  |
| ---------------------- | ------ | ----- | ----- |
| 19 de novembro de 2017 | 12,4%  | 24,8% | [ 1 ] |
| 26 de novembro de 2017 | 10,2%  | 20,1% | [ 2 ] |
| 3 de dezembro de 2017  | 10.2%  | 19.3% | [ 3 ] |
| 10 de dezembro de 2017 | 8,2%   | 18,8% | [ 4 ] |
| 17 de dezembro de 2017 | 8,5%   | 17,1% | [ 5 ] |
| Total                  | —      | —     | —     |

#### 2.ª Temporada
| Data de Transmissão     | Rating | Share | Ref.  |
| ----------------------- | ------ | ----- | ----- |
| 11 de fevereiro de 2018 | 8,8%   | 17,8% | [ 6 ] |
| 18 de fevereiro de 2018 | 8,5%   | 16,9% | —     |
| 25 de fevereiro de 2018 | 6,6%   | 13%   | —     |
| 4 de março de 2018      | 7,6%   | 14,7% | —     |
| Total                   | —      | —     | —     |

## Episódios
| Temporada | Temporada | Episódios | Exibição                | Exibição               |
| Temporada | Temporada | Episódios | Estreia                 | Final                  |
| --------- | --------- | --------- | ----------------------- | ---------------------- |
|           | 1         | 5         | 19 de novembro de 2017  | 17 de dezembro de 2017 |
|           | 2         | 4         | 11 de fevereiro de 2018 | 4 de março de 2018     |

## Lista de episódios

### 1.ª Temporada (2017)
| # | # | Titulo                             | Exibição SIC           |
| - | - | ---------------------------------- | ---------------------- |
| 1 | 1 | "Episódio n.º1"                    | 19 de novembro de 2017 |
| 2 | 2 | "Episódio n.º2"                    | 26 de novembro de 2017 |
| 3 | 3 | "Episódio n.º3"                    | 3 de dezembro de 2017  |
| 4 | 4 | "Episódio n.º4"                    | 10 de dezembro de 2017 |
| 5 | 5 | "Episódio n.º5: Especial de Natal" | 17 de dezembro de 2017 |

### 2.ª Temporada (2018)
| # | # | Titulo                                | Exibição SIC            |
| - | - | ------------------------------------- | ----------------------- |
| 6 | 1 | "Episódio n.º1: Especial de Carnaval" | 11 de fevereiro de 2018 |
| 7 | 2 | "Episódio n.º2"                       | 18 de fevereiro de 2018 |
| 8 | 3 | "Episódio n.º3"                       | 25 de fevereiro de 2018 |
| 9 | 4 | "Episódio n.º4"                       | 4 de março de 2018      |